# Silvestre Guzzolini
Silvestro Guzzolini (Osimo, ca. 1177 - Fabriano, 26 de novembre de 1267) va ser un eremita i abat italià benedictí, fundador de la Congregació Benedictina dels Silvestrins. És venerat com a sant per l'Església catòlica, amb festivitat el 26 de novembre.

## Biografia
Silvestre va néixer cap al 1177 a Osimo, a la província d'Ancona; era fill de Gislerio i Bianca, família de l'aristocràcia guibel·lina de la ciutat. Va estudiar Dret a la Universitat de Bolonya, llavors el centre d'ensenyament de més prestigi a Europa. En acabar i havent tornat a Osimo, es va interessar per la teologia i va fer-se canonge a la catedral d'Osimo. A causa del laxisme imperant a l'Església de l'època, va entrar en conflicte amb el bisbe i va decidir de retirar-se i fer vida eremítica.
Va instal·lar-se a la cova de Grottafucile, a una muntanya prop de la Gola della Rossa (Grotte di Frasassi), en 1227. El 1228, preocupat per la fama que havia assolit com a eremita, que havia fet que altres clergues volguessin imitar-lo i s'apleguessin prop de l'ermita, com a deixebles seus. El papa Gregori IX va enviar-hi una delegació de frares dominics per convidar Silvestre i els seus deixebles a entrar en un dels ordes monàstics ja existents, com havia prescrit el Concili Lateranense IV (1213-1215). Silvestre trià la regla benedictina, però el tarannà eremític i d'extrema austeritat de la seva comunitat va fer que no s'integrés en cap de les comunitats o congregacions ja existents, sinó que en constituís una nova congregació benedictina que el 27 de juny de 1248 va rebre l'aprovació d'Innocenci IV amb la butlla Religiosam vitam.
Simultàniament, tenien lloc altres accions similars, que intentaven cercar la puresa de la vida monàstica, reformant-lo, i que van donar lloc als ordes i congregacions dels celestins, olivetans o vallombrosins, tots seguint la regla de Sant Benet.

### Da Grottafucile a Monte Fano
El 1231, i ja amb una gran quantitat de seguidors, Silvestre va haver de fundar una nova seu per als silvestrins a un monestir proper, a Fabriano, l'Eremo di Monte Fano: la congregació silvestrina prengué el nom d'Orde de Sant Benet de Monte Fano; a Grottafucile continuà havent-hi un petit convent, habitat per silvestrins fins al segle xix i anomenat Santa Maria a Grottafucile, avui en ruïnes.
El 1267 Silvestre Guzzolini morí a Monte Fano, essent-hi sebollit. La tradició diu que van produir-se miracles al voltant de la tomba. Va ser traslladat a un nou sepulcre en 1660, i el 1968 a una urna de vidre.